# Fahrenheit 451 (band)
Fahrenheit 451 was een Groningse ultra-band die in 1980 opgericht werd door Chris Smith, de voormalige gitarist van de Groningse punkgroep Chopsz.
De groep blonk uit door haar radicaal monotone geluid en wordt gezien als inspiratiebron en voorloper van groepen als The Ex maar ook vanwege haar internationale bekendheid heeft de groep de beginnende Sonic Youth beïnvloed. De optredens van de groep waren een soort anti- toneel en de groep omringde zich met een waas van geheimzinnigheid.
De band werd uiteindelijk in 1983 ontbonden. 

## Leden
- Richard Cameron - zang
- Peter Luining - basgitaar
- Michiel Postma - drums
- Chris Smith - gitaar

## Discografie
- Untitled (flexidisc verpakt in afvalzak met bedrukt met aflatende inkt, 1981)
- Hatelijke groenten (ep, 1982)